# ليز دينيس
ليزلي دينيس هيسلتين (من مواليد 12 أكتوبر 1953) هو مذيع تلفزيوني إنجليزي وممثل كوميدي وفارس سباق. قدم برنامج ثروات العائلة من عام 1987 حتى عام 2002.

## وقت مبكر من الحياة
ولد في في 12 أكتوبر 1953  في ضاحية جارستون بليفربول .  كانت والدته تعمل في أحد المصانع وكان والده يعمل في محل مراهنات بعد أن خدم في البحرية الملكية خلال الحرب العالمية الثانية، مُدرجًا كلاعب كرة قدم في كتب نادي ليفربول لكرة القدم لكنه لم يلعب مع الفريق الأول.  عاش في ضاحية سبيك لفترة والتحق بمدرستي ستوكتون وود وجوزيف ويليامز الابتدائية، قبل الذهاب إلى مدرسة موريسون روز لين الثانوية الحديثة في أليرتون.  من عام 1967 ذهب إلى بنك المحاجر الشامل. غادر دينيس من البنك في يونيو 1972 بدرجة A في الفن وفشل في التاريخ والأدب الإنجليزي .  في عطلة نهاية الأسبوع عمل في متجر بيرتون للملابس الرجالية بينما كان لا يزال في المدرسة، وبدأ كممثل كوميدي في نوادي الرجال العاملين.

## فيلموغرافيا

### فيلم
- العلاقات الحميمة (1996)
- كبير (2001)
- الحياة البرية

### التلفاز
- الكوميديون (1971)
- وجوه جديدة (1974) – المتسابق/الفائز
- روس آبوت مادهاوس (1982)
- عرض روس أبوت (1982)
- عرض الضحك
- ميرسيبيت
- شؤون عائلية
- إصابة
- مفترق طرق (إحياء)
- ثروات العائلة (1987-2002) – مقدم
- الأخوات ويرد (1997) - الأحمق / تومجون
- بروكسايد (2001) - جيف إيفانز
- المشاهير الأخ الأكبر (2002) - نفسه
- إنجي بنجي (2002–2004) - الطيار بيت ورائد الفضاء آل (أصوات)
- إضافات (2005) - ضيف الشرف بنفسه
- في الشبكة (2006) - مقدم
- صوت المسرحيات الموسيقية (2006) – مقدم ومؤدي
- قانون الشارع الجديد (2006) – ضيف الشرف
- مشروع القانون (2006) – ضيف الشرف
- فندق بابل (2006) – ظهور ضيف
- إنقاذ كوكب الأرض (2007)
- التلفزيون بين الحين والآخر (2007) - مقدم
- هولبي سيتي (2007) – نجم ضيف
- أبطال الفيديو المنزلي لـ Les Dennis (2008) – الراوي
- ليه دينيس ليفربول – مقدم
- في في فو يم (2010)
- الحياة قصيرة جدًا (2011) – ظهور الضيف
- جرائم القتل المتوسطة (2013) – حلقة واحدة (المسلسل 16 الحلقة 1) [8]
- المشاهير ماستر شيف (2013) – متسابق
- شارع التتويج (2014–2016) – مايكل رودويل (249 حلقة)
- الحج: الطريق إلى روما (2019)
- Harry Hill's Alien Fun Capsule (8 يونيو 2019) – ضيف
- طيور الريشة (2020) – غرايم
- بيت ألعاب ريتشارد عثمان (2021) – متسابق
- العد التنازلي (2022) – مقدم ضيف
- الموت في الجنة (2022)
- رحلة طريق تحف المشاهير (2022) – المتسابق [9]
- ألغاز مدام بلانك (2023)
- تعال بدقة للرقص (2023) – المتسابق [10]